# Melecta atripes
Melecta atripes là một loài Hymenoptera trong họ Apidae. Loài này được Morawitz mô tả khoa học năm 1895.